# 生态系统与生物多样性经济学
生态系统与生物多样性经济学（The Economics of Ecosystems and Biodiversity，缩写：TEEB）是关于生物多样性与生态系统的价值评估、示范和政策应用的综合研究体系，由德意志银行的高级银行家帕万·苏克德夫在2007年提出。2008年以来得到了联合国环境规划署的支持。它被认为是遏制生物多样性丧失的可行手段。
TEEBB办公室设在瑞士日内瓦，下设由政策、生态和经济领域的专家组成的咨询董事会负责。
TEEB的目标是通过经济手段来支持生物多样性相关政策的制定。包括提升社会对生物多样性的认知；开发生物多样性和生态系统服务价值评估的方法与工具；开发将生物多样性与生态系统服务纳入决策、生态补偿、自然资源有偿使用的工具与方法; 通过经济手段提高生物多样性保护的效果。